# 末路浩劫
《末路浩劫》（英語：The Road）是一部2009年的美國末日後劇情片，由約翰·希爾寇特執導，喬·裴霍爾撰寫劇本，改編自美國作家戈馬克·麥卡錫的2006年英文同名小說《長路》，這部小說於出版隔年獲得普利茲小說獎。電影主要在賓夕法尼亞州、路易斯安那州、西維吉尼亞州和奧勒岡州拍攝，由維果·莫天森和寇帝·史密-麥菲飾演末日後世界的一對父子。

## 劇情
一場不明災難消滅了大部分文明，幾乎所有生命都已消失殆盡。在這荒蕪的世界裡，一對父子（維果·莫天森和寇帝·史密-麥菲  飾）不斷往南走，找尋存活的機會。

## 演員
- 維果·莫天森 飾 男人
- 寇帝·史密-麥菲 飾 小男孩
- 莎莉·賽隆 飾 女人
- 勞勃·杜瓦 飾 老人
- 蓋·皮爾斯 飾 老兵
- 莫莉·帕克 飾 母親般的婦女，老兵的妻子
- 麥可·K·威廉斯 飾 竊賊
- 加瑞特·迪拉胡特 飾 幫派成員

## 評價
爛番茄根據209條評論，該片持有74%的新鮮度，平均得分為6.9／10。Metacritic得分64（滿分100），在影評間這代表著「普遍好評」。

## 外部連結
- 互联网电影数据库（IMDb）上《末路浩劫》的资料（英文）
- 爛番茄上《末路浩劫》的資料（英文）
- Metacritic上《末路浩劫》的資料（英文）
- Box Office Mojo上《末路浩劫》的資料（英文）